# Normanston
Normanston – dzielnica miasta Lowestoft, w Anglii, w Suffolk, w dystrykcie East Suffolk. Leży 61,4 km od miasta Ipswich, 33,8 km od miasta Norwich i 165,4 km od Londynu. W 2011 roku dzielnica liczyła 6898 mieszkańców.